# Taipé Chinês nos Jogos Olímpicos de Verão de 1992
O Taipé Chinês competiu nos Jogos Olímpicos de Verão de 1992, realizados em Barcelona, Espanha.